# Anders Friberg
Anders Rickard Friberg, född 6 augusti 1975 i Lund, är en svensk fotbollstränare  och tidigare fotbollsspelare. 

## Fotbollskarriär
Anders Friberg fostrades i Lunds BoIS innan han som tonåring gick över till rivalerna Lunds BK. 
När han var 19 år tog han steget över till Trelleborgs FF som då spelade i allsvenskan. Det blev fem säsonger i söderslättsklubben innan han, år 2000, fortsatte till Norge för två säsonger i Bryne FK.
När Landskrona BoIS tog steget upp i högsta serien, år 2002, värvades Anders Friberg hem till Sverige igen, och under fem säsonger som ytterback i BoIS kom han att bli en stor favorit hos lagets supportrar för sin kämpaglöd och uppoffrande spelstil. 
Friberg avslutade sin karriär med ett år i Ängelholms FF, en kort sejour i Lunds BK och slutligen några år i landskronaföreningen Borstahusens Bollklubb, där han vid 38 års ålder gjorde en kort comeback år 2013.
Han var tränare för Borstahusen 2012–2014.